# Felipes de Fornos

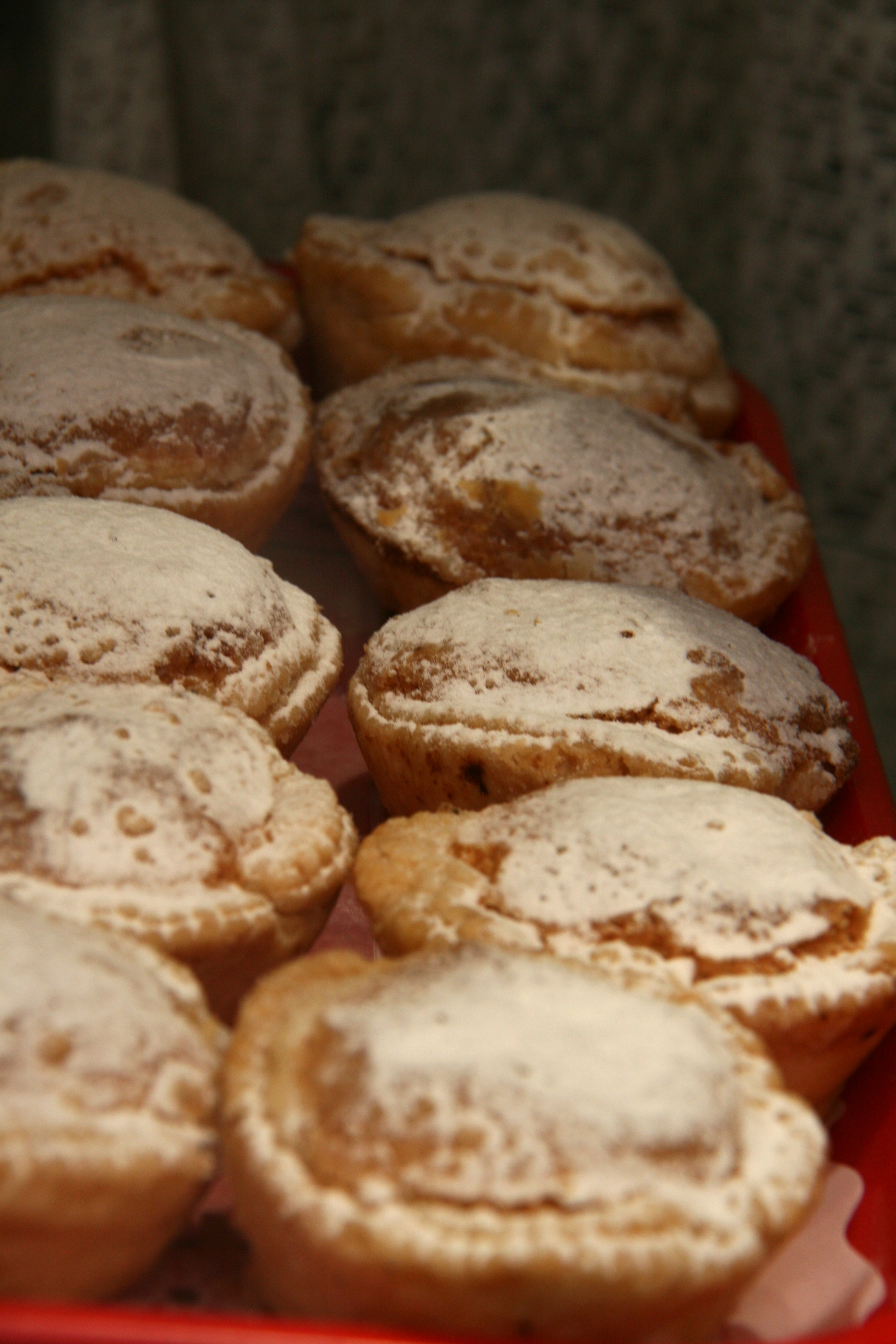
Unos Felipes en su diseño moderno.

Los felipes de Fornos fueron unos bollos típicos del café madrileño del siglo XIX denominado Fornos. La denominación de Felipe se debe al honor que hizo el cliente llamado Felipe Ducazcal que asistió al Café durante años. Estos bollos se realizan con hojaldre horneado que poseen en su interior una cierta cantidad de crema pastelera.

## Características
Las tartaletas se elaboran con restos de hojaldre, que solían rellenarse con unas judías secas antes de ser introducidas en el horno. Al dorarse la pasta de hojaldre, se retiran las judías. Las tartaletas se rellenan con crema pastelera en su interior, aprovechándo las judías que se retiran (su misión era tan sólo la de proporcionar la oquedad para el relleno). Se suele espolvorear canela en polvo y azúcar. Con un hierro candete se suele sellar el bollo con el azúcar caramelizado.